# Bahnstrecke East Northfield–Keene
| Gesellschaft: | zuletzt GMR          |                                 |                                 |
| Streckenlänge: | 39,4 km              |                                 |                                 |
| Spurweite: | 1435 mm (Normalspur) |                                 |                                 |
| |                      |                                 |                                 |
| \| \| \| \| \| \| \| \| nach Springfield und New London \| \| \| \| 0,0 \| East Northfield MA \| East Northfield MA \| \| \| \| nach Brattleboro \| \| \| \| 0,8 \| South Vernon VT \| South Vernon VT \| \| \| \| Connecticut River \| \| \| \| 2,7 \| Doolittle NH \| Doolittle NH \| \| \| 4,4 \| Dole Junction NH \| Dole Junction NH \| \| \| \| nach Brattleboro \| \| \| \| 8,6 \| Hinsdale NH \| Hinsdale NH \| \| \| 14,2 \| Ashuelot NH \| Ashuelot NH \| \| \| \| Ashuelot River \| \| \| \| 17,8 \| Winchester NH \| Winchester NH \| \| \| 21,1 \| Forest Lake NH \| Forest Lake NH \| \| \| \| Ashuelot River \| \| \| \| 26,4 \| Westport NH \| Westport NH \| \| \| \| Ashuelot River \| \| \| \| 30,5 \| West Swanzey NH \| West Swanzey NH \| \| \| 34,1 \| Swanzey NH \| Swanzey NH \| \| \| \| von Bellows Falls \| \| \| \| 39,4 \| Keene NH \| Keene NH \| \| \| \| nach South Ashburnham \| \| \| \| \| nach Greenfield \| \| |                      |                                 |                                 |
| |                      |                                 |                                 |
| Strecke |                      | nach Springfield und New London | nach Springfield und New London |
| Dienststation / Betriebs- oder Güterbahnhof | 0,0                  | East Northfield MA              | East Northfield MA              |
| Abzweig ehemals geradeaus und nach links |                      | nach Brattleboro                | nach Brattleboro                |
| Bahnhof (Strecke außer Betrieb) | 0,8                  | South Vernon VT                 | South Vernon VT                 |
| Brücke über Wasserlauf (Strecke außer Betrieb) |                      | Connecticut River               | Connecticut River               |
| Haltepunkt / Haltestelle (Strecke außer Betrieb) | 2,7                  | Doolittle NH                    | Doolittle NH                    |
| Haltepunkt / Haltestelle (Strecke außer Betrieb) | 4,4                  | Dole Junction NH                | Dole Junction NH                |
| Abzweig geradeaus und nach links (Strecke außer Betrieb) |                      | nach Brattleboro                | nach Brattleboro                |
| Bahnhof (Strecke außer Betrieb) | 8,6                  | Hinsdale NH                     | Hinsdale NH                     |
| Bahnhof (Strecke außer Betrieb) | 14,2                 | Ashuelot NH                     | Ashuelot NH                     |
| Brücke über Wasserlauf (Strecke außer Betrieb) |                      | Ashuelot River                  | Ashuelot River                  |
| Bahnhof (Strecke außer Betrieb) | 17,8                 | Winchester NH                   | Winchester NH                   |
| Bahnhof (Strecke außer Betrieb) | 21,1                 | Forest Lake NH                  | Forest Lake NH                  |
| Brücke über Wasserlauf (Strecke außer Betrieb) |                      | Ashuelot River                  | Ashuelot River                  |
| Bahnhof (Strecke außer Betrieb) | 26,4                 | Westport NH                     | Westport NH                     |
| Brücke über Wasserlauf (Strecke außer Betrieb) |                      | Ashuelot River                  | Ashuelot River                  |
| Bahnhof (Strecke außer Betrieb) | 30,5                 | West Swanzey NH                 | West Swanzey NH                 |
| Bahnhof (Strecke außer Betrieb) | 34,1                 | Swanzey NH                      | Swanzey NH                      |
| Abzweig geradeaus und von links (Strecke außer Betrieb) |                      | von Bellows Falls               | von Bellows Falls               |
| Bahnhof (Strecke außer Betrieb) | 39,4                 | Keene NH                        | Keene NH                        |
| Abzweig geradeaus und nach rechts (Strecke außer Betrieb) |                      | nach South Ashburnham           | nach South Ashburnham           |
| Strecke (außer Betrieb) |                      | nach Greenfield                 | nach Greenfield                 |

Die Bahnstrecke East Northfield–Keene ist eine ehemalige Eisenbahnstrecke in Massachusetts, Vermont und New Hampshire (Vereinigte Staaten). Sie war rund 39,4 Kilometer lang und verband die Orte East Northfield und Keene. Die normalspurige Strecke ist seit 1983 vollständig stillgelegt.

## Geschichte
Um die Stadt Keene an die Hauptstrecke in Richtung Springfield und New York City anzubinden, plante die Ashuelot Railroad, eine Bahnstrecke zu bauen, die in South Vernon an die Vermont and Massachusetts Railroad (V&MR) anknüpfen sollte. Die Bahngesellschaft wollte ein Mitbenutzungsrecht für die rund 800 Meter lange V&MR-Strecke bis East Northfield, wo die erwähnte Strecke nach Springfield anschließen sollte. Da die V&MR dieses Recht verweigerte, baute die Ashuelot zwischen South Vernon und East Northfield ein eigenes Gleis. Die gesamte Strecke ging am 1. Januar 1851 in Betrieb. In East Northfield bestanden Gleisverbindungen zur V&MR sowie zur Connecticut River Railroad (CRR), in Keene zur Cheshire Railroad und später auch zur Manchester and Keene Railroad.
Bis 1860 pachtete die Connecticut River die Strecke, danach die Cheshire Railroad, die auch die Betriebsführung übernahm. Von Anfang an endeten sowohl die Züge der Ashuelot Railroad als auch die der CRR in South Vernon, sodass der kurze Abschnitt East Northfield–South Vernon nur durch die CRR befahren wurde. 1877 ging der Pachtvertrag wiederum auf die CRR über, die die Strecke 1890 erwarb. Die Connecticut River wurde ihrerseits 1893 durch die Boston and Maine Railroad gekauft, die die Strecke nach Keene nun betrieb. Nach Ausbau des Bahnhofs in East Northfield fuhren ab etwa dieser Zeit die Züge von Keene bis dorthin. Im Juni 1913 eröffnete die Boston&Maine eine eigene Strecke nach Brattleboro, die in Dole Junction von der Strecke nach Keene abzweigte.
Der fahrplanmäßige Personenverkehr auf der Strecke nach Keene wurde 1958 eingestellt, jedoch verkehrten bis 1964 gemischte Züge nach Keene, allerdings nicht nach einem festen Fahrplan. Außerdem fuhren noch bis 1965 die nordwärts fahrenden Expresszüge zwischen East Northfield und dem Abzweig Dole Junction über die Strecke. 1970 stellte man einen Schaden an der Brücke über den Connecticut River bei South Vernon fest. Daraufhin wurde die Strecke zwischen East Northfield und Dole Junction stillgelegt. Die Güterzüge nach Keene mussten fortan in Dole Junction wenden.
Nachdem 1972 die ehemalige Cheshire Railroad stillgelegt worden war, drohte auch der Ashuelot-Strecke die Stilllegung. Ab dem 23. Januar 1978 betrieb die Green Mountain Railroad (GMR) die Strecke Brattleboro–Dole Junction–Keene und erwarb sie am 1. Januar 1982 von der Boston&Maine. Die Bahn rentierte sich jedoch nicht mehr und die GMR stellte am 3. Januar 1983 den Betrieb ein. Die offizielle Stilllegung erfolgte im November des gleichen Jahres.

## Streckenbeschreibung
Die Strecke stellt die nördliche Verlängerung der Bahnstrecke Springfield–East Northfield dar. Der Bahnhof East Northfield liegt in Massachusetts, jedoch schon wenige Meter nördlich überquert die Strecke die Staatsgrenze nach Vermont, wo gleich hinter der Grenze der frühere Bahnhof South Vernon lag. Danach überquerte die Bahn den Connecticut River und damit die Staatsgrenze nach New Hampshire. Die Brücke wurde nach ihrer Stilllegung 1970 abgerissen. Zunächst verlief die Bahn dann ansteigend parallel zum Fluss bis Dole Junction. Sie führte von dort über eine scharfe Kurve in das Tal des Ashuelot River, der nördlich von Dole Junction in den Connecticut mündet. Zunächst lag die Strecke südlich des Flusses, nach dem Ort Ashuelot überquerte sie ihn jedoch. Die Brücke dient heute, wie ein Großteil der Bahntrasse, einem Rad- und Wanderweg. Zwischen Forest Lake und Westport sowie zwischen Westport und West Swanzey befinden sich zwei weitere Brücken über den Fluss. Im Stadtgebiet von Keene mündete die Strecke in einer Rechtskurve in den Bahnhof ein. Der Lokschuppen steht noch und wurde inzwischen einer anderen Verwendung zugeführt. Das ehemalige Bahnhofsgelände sowie die anschließenden Trassen sind großteils überbaut worden.

## Personenverkehr
Während die Strecke 1869 zwei Zugpaare in 70 bis 100 Minuten durchfuhren, erhöhte sich die Zugdichte bis 1916 auf vier Zugpaare, von denen jedoch nur eines an Sonntagen fuhr. Die Züge benötigten 49 bis 59 Minuten. Eines der Zugpaare war der Keene Express, der von New York City nach Keene verkehrte.
In den 1920er Jahren ging der Verkehr jedoch wieder zurück und 1934 verkehrten nur noch zwei werktägliche Zugpaare, die nun 53 bis 62 Minuten unterwegs waren. Dieser Zustand hielt bis Anfang der 1950er Jahre. 1953 verkehrte nur noch ein Mixed Train zwischen Dole Junction und Keene, dieser hatte also keinen Anschluss mehr an die Züge der Hauptstrecke, die in Dole Junction nicht hielten. Der Zug benötigte für die 35 Kilometer 105 Minuten. Ende 1958 wurde der Personenverkehr eingestellt.

## Anhang